# Osewo
Osewo (niem. Wossau) – dawna osada mazurska w Polsce położona w województwie warmińsko-mazurskim, w powiecie kętrzyńskim, w gminie Kętrzyn, sołectwo Pożarki.
W latach 1975–1998 miejscowość administracyjnie należała do województwa olsztyńskiego.

## Historia wsi
W czasach krzyżackich obszar wsi znajdował się na terenie prokuratorii giżyckiej. Po sekularyzacji zakonu znalazła się na terenie Prus Książęcych w starostwie leckim (Lec - Giżycko). Jak pisał Max Toeppen w "Historii Mazur" - na terenie starostwa leckiego w 1622 r. mieszkała tylko jedyna rodzina szlachecka. Byli to von Knobelsdorfowie w Osewie. Gdy w 1642 r. Fryderyk Wilhelm przyjmował hołd lenny z terenu tego starostwa w grupie kilku rodzin szlacheckich był Sebastian von Knobelsdorf z Osewa. Rodzina ta miała licznych swoich przedstawicieli na terenie Warmii, a jeden z nich był wójtem krajowym. Rodzina ta zapisana jest w "Herbarzu Polski" Niesieckiego.
W 1913 r. majątek ziemski w Osewie miał powierzchnię 430 ha. Prowadzono tam hodowlę: bydła 83 szt, w tym 32 krów, 32 szt koni, 213 szt owiec i 40 szt trzody chlewnej. Osewo w tym czasie znajdowało się na terenie powiatu kętrzyńskiego, a właścicielem majątku był Hans von Queis, a później Erhard von Queis. Po 1945 r. w Osewie funkcjonował PGR.
W 1910 r. w Osewie mieszkały 62 osoby. Pod koniec XX w. we wsi nie było już mieszkańców i budynków.
W miejscowości brak zabudowy.

## Dzika przyroda
Na terenie dawnej wsi, w pobliżu śladów po dawnych zabudowaniach, wznosi się samotne wzniesienie (przypuszczalnie kem), na którym znajdują się pozostałości cmentarza. W rejonie Osewa znajduje się "Czerwone Bagno" pozostałość po dawnym jeziorze. Znajdują się tam duże złoża gytii. Przez Osewo biegnie trasa rowerowa z Pożarek do jez. Dejguny. W rejonie Osewa można zobaczyć: bieliki i żurawie, bobry i norki amerykańskie, łosie i jelenie oraz wiele innych gatunków zwierząt.